# Con de llum
En relativitat especial, el con de llum designa les trajectòries que descriu la llum en l'espaitemps de Minkowski a partir d'un esdeveniment, o retrospectivament per arribar a un observador. Aquestes trajectòries estan distribuïdes sobre una superfície cònica de quatre dimensions que té l'eix del temps com a eix de simetria.
Si l'espai es mesura en segons-llum i el temps en segons, el con tindrà un pendent de 45°, perquè la llum viatjarà a la distància d'un segon-llum durant un segon. Com que la relativitat especial requereix que la velocitat de la llum sigui igual a qualsevol sistema inercial de referència, tots els observadors tindran un con de llum amb el mateix angle de 45°, el que segueix la transformació de Lorentz.
Quan s'observa un con de llum en un esquema espaitemps, es pot veure com les partícules massives segueixen un camí situat íntegrament a l'interior del con, mentre que les partícules sense massa (que es mouen a la velocitat de la llum) tenen una trajectòria tangent a la seva superfície.